# Akilan
Akilan är en pseudonym för Perungalur Vaidyalingam Akilandam, född 27 juni 1922, död 1988, var en av de främsta tamilska författarna.
Han har skrivit över 40 verk, varav de flesta översatts till alla indiska språk. Hans verk har även översatts till bland annat engelska, tyska, tjeckiska, ryska  och polska.